# ヴィエンヌ公会議
ヴィエンヌ公会議（ヴィエンヌこうかいぎ）は、1311年にリヨンに近い都市ヴィエンヌ（現在のフランス南部のイゼール県）で行われたキリスト教の公会議。教皇クレメンス5世によってフランス王フィリップ4世の強い影響下において実施され、テンプル騎士団の解散を命令。

## 経緯
教皇ボニファティウス8世とフランス王フィリップ4世の争いは、アナーニ事件を経てフランス王の影響力がローマ教会に強く及ぶ結果をもたらした。2代後の教皇クレメンス5世はフランス出身であり、1308年にフィリップ4世の意向を受けてアヴィニョンへ教皇庁を移動させた（アヴィニョン捕囚）。
ここにおいて大勅書「レグナンス・イン・チェリス」でヴィエンヌへの公会議の召集が発表された。会議はそれからしばらくたった1311年10月に開会した。参加者は枢機卿、司教団、さまざまな代表者を合わせて180名あまりであったが、参加者の選定にはフランス王の強い意向が働いていた。
フィリップ4世はかねてから悪化していた国家財政を立て直すため、テンプル騎士団の財産に目をつけていた。1307年10月13日にフランス全土でテンプル騎士団の修道院を襲撃して会員を逮捕した。その口実はテンプル騎士団が異端であり、様々な不道徳な行為を行っているというものであった。
クレメンス5世はこの教会に対する権利の侵害行為に抗議するどころか、フィリップ4世に迎合する姿勢を見せた。フィリップ4世が形式的に騎士団の裁判を教会に委ねた為、ヴィエンヌ公会議は騎士団についての審問を行った。初めから結果は決まっていたようなものであるが、騎士団は有罪と判断され、解散が命令された。修道会の資産は聖ヨハネ騎士団に受け継がれることが決定した。
公会議は他にも、十字軍問題、フランシスコ会の清貧論争、教会改革についても取り扱っているが、教会改革については目に見える結果を得ることが出来なかった。
ヴィエンヌ公会議では、教皇が参加する公会議の開会式のスタイルが確立され、以後の公会議でも引き継がれていく。同時にこの時代の教皇と世俗権力の不健康な関係が後の西方離教（教会大分裂）をもたらし、教皇首位権のあり方に疑問を呈する公会議主義の台頭を招く事になる。